# Antoinette Jelgersma
Pour les articles homonymes, voir Antoinette.
 (janvier 2019).
Si vous disposez d'ouvrages ou d'articles de référence ou si vous connaissez des sites web de qualité traitant du thème abordé ici, merci de compléter l'article en donnant les références utiles à sa vérifiabilité et en les liant à la section « Notes et références ».
Antoinette Jelgersma, née le 18 décembre 1955 à Oosterbeek, est une actrice néerlandaise.

## Filmographie
Sauf indication contraire, les informations mentionnées dans cette section peuvent être confirmées par la base de données cinématographiques IMDb,  présente dans la section « Liens externes ».

### Cinéma et téléfilms
- 2000-2002 : Russen (nl) : Hanna Kallenbach
- 2001 : Wet & Waan (nl) : Mme Bekker
- 2001 : Ik ook van jou (nl) : la mère de Reza
- 2002 : Ernstige delicten (nl) : Hedda van Lier
- 2005 : Baantjer : Wilma Kuijpers
- 2008 : De co-assistent (nl) : Docteur Voorthuizen
- 2010 : Kom niet aan mijn kinderen (nl) : la mère de Hanne
- 2011 : Mixed Up (nl) : Mme Sinth
- 2012 : Beatrix, Oranje onder vuur (nl) : Juliana
- 2014 : A'dam - E.V.A. (nl) : Clementien
- 2015 : De Fractie (nl) : la mère de Tim
- 2016 : Standplaats (nl) : Marian
- 2016-2017 : Riphagen : Esther Schaap
- 2016-2019 : Flikken Maastricht : deux rôles (Marlies Kamphuis et la chef de police)
- 2017 : Celblok H (nl) : la mère de Caat
- 2017 : Meisje van plezier (nl) : la voisine
- 2017 : Penoza (nl) : Maja
- 2017 : 2017: A Press Conference (court métrage) : l'électrice oubliée
- 2018 : Force : Emma Deurlacher
- 2018 : Zuidas (nl) : Iet Verweij